# Brza
Brza (en serbe cyrillique : Брза) est une localité de Serbie située sur le territoire de la Ville de Leskovac, district de Jablanica. Au recensement de 2011, elle comptait 1 080 habitants.

## Démographie

### Évolution historique de la population
| 1948 | 1953  | 1961  | 1971  | 1981  | 1991  | 2002  | 2011  |
| ---- | ----- | ----- | ----- | ----- | ----- | ----- | ----- |
| 956  | 1 035 | 1 115 | 1 180 | 1 239 | 1 308 | 1 211 | 1 080 |

|  |